# Georg Justus Friedrich Noeldecke
Georg Justus Friedrich Noeldecke oder Nöldecke (* 10. März 1768 in Lüchow; † 8. November 1843 in Oldenburg (Oldb)) war ein deutscher Arzt und Schriftsteller.

## Leben
Noeldecke war der Sohn des Lüchower Kaufmanns Hennig Ludwig Justus Noeldecke. Er erhielt den ersten Unterricht an der Stadtschule von Lüchow sowie durch seinen Vater, der ursprünglich Theologie studiert hatte und mit den alten Sprachen vertraut war. Anschließend ging er auf das Gymnasium von Lüneburg, bevor er von seinem Paten und Onkel Johann Georg Büsch in Hamburg aufgenommen wurde, um seine Schulbildung am dortigen Johanneum zu beenden. Hier verblieb er länger als üblich, um sein Sprachenstudium zu vertiefen. Am 3. November 1790 wurde er am Collegium medico-chirurgicum in Berlin immatrikuliert. Von dort wechselte er 1792 an die Universität Göttingen, an der er am 17. September 1794 mit der Dissertation Pathologiam phthiseos, hepaticae sistens zum Dr. med. et chir. promoviert wurde.
Noeldecke ließ sich zunächst in seiner Heimatstadt nieder. Über seinen Bruder, einem Feldprediger, kam er 1795 nach Oldenburg. Da dort ein Mangel an Ärzten herrschte, verlegte er nach der in Oldenburg notwendigen Staatsprüfung dorthin seine Praxis. Ebenfalls 1795 nahm ihn die Naturforschende Gesellschaft zu Jena als Mitglied auf. Noeldecke war aufgrund seiner Polemiken und harten Urteile gegenüber Fachkollegen immer wieder in der Kritik, zugleich erhielt seine Uneigennützigkeit als Arzt Beachtung, so führte er über 23 Jahre hindurch die Armenpraxis von Oldenburg unentgeltlich.
Noeldecke trat neben der Medizin auch als Harfenspieler und mit Gesang in Erscheinung und vor allem durch seine dichterische Arbeit, die teilweise auch gedruckt wurde. Ab 1804 wirkte er außerdem als Mitarbeiter der Allgemeinen Literatur-Zeitung.

## Werke (Auswahl)
- Pathologiam phthiseos, hepaticae sistens, Grape, Göttingen 1794.
- Heliora. Gedichte, Schulze, Oldenburg 1815.
- Versuch über den Menschen: ein Gedicht in vier Episteln, Stalling, Oldenburg 1821.
- Englisches Lese- und Uebungsbuch: zunächst zum Gebrauch beim Privatunterrich, Schulze, Oldenburg 1838.

Übersetzungen
- Galen: Vom Nutzen der Theile des menschlichen Körpers, Schulze, Oldenburg 1805.
- Louis Rondonneau: Handbuch des Einregistrirungs-, Stempel-, Greffe- und Hypothekenwesens, 2 Bände, Schulze, Oldenburg 1812.